# Allerheiligenkirche (Mariupol)

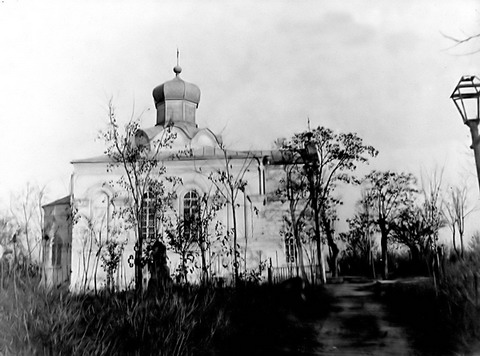

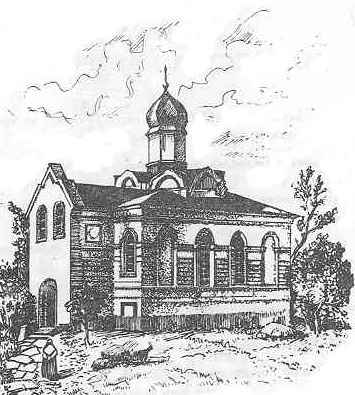

Die Allerheiligenkirche (ukrainisch Цвинтарна церква в ім'я Всіх Святих) bestand von 1848 bis nach 1930 als orthodoxe Friedhofskirche in Mariupol.

## Lage
Der Alte Stadtfriedhof von Mariupol wurde 1832 gegründet, vorherige befanden sich in der Griechischen Straße (ukrainisch вулиця Грецька) und am Stadtplatz (ukrainisch міський сквер). Die letzten Bestattungen wurden in den späten 1970er Jahren durchgeführt. Am Anfang war dieser Friedhof christlich; Juden wurden in einem eigenen Bereich beerdigt. Allerdings befindet sich hier das Grab des Kaufmanns Gawriil Isidorowitsch Goff (russisch Гоф Гавриил Исидорович), der jüdischer Abstammung war, und mehrerer Mitglieder seiner Familie. Die Allerheiligenkirche befand sich nicht weit vom Haupteingang des Friedhofs.

## Beschreibung
Die Friedhofskirche wurde im Auftrag von Kirill Matwijowitsch Kaleri (ukrainisch Кирилл Матвійович Калері) in den Jahren 1847 und 1848 erbaut, der die Gelder dafür zur Verfügung stellte. Der kleine Bau hatte eine hölzerne Kuppel und einen Allerheiligenaltar. Die Kirche gehörte nicht zu einer eigenen Gemeinde, sondern war der Kathedrale unterstellt, so dass es nur einen Priester sowie zeitweise einen Psalmisten gab. Aus nicht bekannten Gründen fanden die Gottesdienste hier an Samstagen statt. Im Jahr 1892 stiftete ein Kaufmann eine neue Ikonostase. Anfang des 20. Jahrhunderts wurde mit Spenden ein Stromanschluss finanziert, so dass das Umfeld mit Laternen beleuchtet werden konnte. Während der Judenpogrome im Jahr 1917 half Priester  Michael Arnautow (ukrainisch Михайло Арнаутов) verfolgten Juden, die er hier versteckte. Anfang der 1930er Jahre wurde das Bauwerk  durch die Sowjets zerstört. An der Stelle der Kirche wurde später ein Gedenkkreuz für die Opfer des Holodomor errichtet.